# Lijst van burgemeesters van Doorn
Dit is een lijst van burgemeesters van de voormalige Nederlandse gemeente Doorn die per 1 januari 2006 opging in de nieuwgevormde gemeente Utrechtse Heuvelrug.
| Ambtsperiode                      | Naam burgemeester                                      | Partij of stroming | Bijzonderheden |
| --------------------------------- | ------------------------------------------------------ | ------------------ | --- |
| 1822 - 1880                       | Hubertus Johannes van Bennekom (1796-1881)             |                    | eerst als schout, in een deel van deze periode ook burgemeester van Maarn, Cothen en Langbroek                                                      |
| 1880 - 1909                       | Jhr. H.H.A.J. de Geer                                  |                    | Was voordien burgemeester van Dantumadeel. In dezelfde periode tevens burgemeester van Maarn, werd in 1903 bij de dood van zijn vader baron De Geer |
| 1909 - 1930                       | Alphert baron Schimmelpenninck van der Oye             |                    | In een deel van dezelfde periode tevens burgemeester van Maarn                                                                                      |
| 1930 - 1935                       | M.P. Thomassen à Thuessink van der Hoop van Slochteren |                    | was burgemeester van Breukelen-Sint Pieters en Breukelen-Nijenrode                                                                                  |
| 1 maart 1936 - 30 juni 1955       | Justinus Hendrik Egbert baron van Nagell               |                    | was burgemeester van Waardenburg |
| 1 juli 1955 - 30 april 1969       | Pieter Willem ter Haar                                 | CHU                | |
| 1 juni 1969 - 15 mei 1977         | Mr. Albertus baron van Harinxma thoe Slooten           | VVD                | |
| 1 oktober 1977 - 30 november 1980 | mr. Ivo Willem Opstelten                               | VVD                | was burgemeester van Dalen, werd burgemeester van Delfzijl                                                                                          |
| 1 april 1981 - 7 april 1982       | Hans (H.) Goudsmit                                     | VVD                | voorheen burgemeester van Leersum |
| 16 november 1982 - 19 juli 1983   | Jhr. mr. A.B.F. Elias                                  | D66 / partijloos   | |
| 20 juli 1983 - 30 juni 1984       | Mr. G.A.W.C. Baron van Hemert tot Dingshof             | VVD                | Waarnemend |
| 1984 - 2006                       | Mr. Hans (H.J.F.) Reeringh                             | VVD                | |